# Пиетрамелара
Пиетрамела̀ра (на италиански: Pietramelara) е малко градче и община в Южна Италия, провинция Казерта, регион Кампания. Разположено е на 132 m надморска височина. Населението на общината е 4810 души (към 2010 г.).